# Bécassine (chanson)
 (novembre 2018).
Si vous disposez d'ouvrages ou d'articles de référence ou si vous connaissez des sites web de qualité traitant du thème abordé ici, merci de compléter l'article en donnant les références utiles à sa vérifiabilité et en les liant à la section « Notes et références ».
Pour les articles homonymes, voir Bécassine.
Pistes de Bécassine
Les Malheurs de Sophie
Bécassine, parfois désignée par son refrain principal Bécassine, c'est ma cousine, est une chanson enfantine française de Chantal Goya, écrite et composée par Jean-Jacques Debout et mettant en scène la vie du personnage de Bécassine de Caumery et Pinchon. Elle s'est vendue à plus de 500 000 exemplaires en France. Elle est présente sur le troisième album de Chantal Goya, lui aussi intitulé Bécassine.

## Analyse
Chantal Goya se pose en témoin direct de l'histoire, et se met dans la peau de la cousine du personnage de Pinchon. L'origine de son nom du personnage, choisi par son père, est signalée dans un couplet qui indique qu'elle porte bien le nom d'un village imaginaire « puisqu'elle ira en classe à Clocher-les-Bécasses », non loin de Quimper, d'après ses créateurs Pinchon et Caumery. En 2002, Chantal Goya reprend la chanson dans une version dance qui reçut un certain succès dans les discothèques.

## Anecdotes
En réaction au succès de Bécassine, le chanteur et guitariste breton Dan Ar Braz, qui a représenté la France à l'Eurovision en chantant en breton, a mis à son répertoire une chanson où il dément pour son compte : Bécassine, ce n'est pas ma cousine !.
En 1963, la chanteuse-actrice Laurence Badie avait enregistré le titre La Chanson de Bécassine, tandis qu'en 1969, Georges Brassens a écrit, composé et enregistré une chanson déjà intitulée Bécassine. Mais ces deux chansons n'ont rien d'autre à voir avec la chanson de Chantal Goya. 
Musicalement, il existe une certaine ressemblance musicale entre Bécassine et Pobre diablo (Pauvres Diables), chanson à succès de Julio Iglesias également sortie en 1979. 
Juliette Gréco elle-même a repris la chanson comme gage lors d'une émission du Tribunal des flagrants délires en 1981.
Frédéric Longbois a fait une reprise de la chanson en 2018 lors des auditions à l'aveugle du télé-crochet The Voice : La Plus Belle Voix où il a rejoint l'équipe de Mika allant ainsi jusqu'en demi-finale. 

## Spectacles contenant la chanson
- La Forêt magique - 1979
- Le Soulier qui vole - 1980
- Le Soulier qui vole - 1981
- La Planète merveilleuse - 1982
- La Planète merveilleuse - 1983
- Le Mystérieux Voyage de Marie-Rose - 1984
- L'Étrange Histoire du Château Hanté - 1989
- Le Soulier qui vole - 1995
- Le Grenier aux trésors - 1997 (Medley)
- L'Étrange Histoire du Château Hanté - 2010
- La Planète merveilleuse - 2014
- Les Aventures fantastiques de Marie-Rose - 2015
- Le Soulier qui vole - 2019

## VarianteBecassine is my cousine
Chantal Goya réenregistre la chanson pour le film Absolument fabuleux en 2001, sous le titre maladroitement anglicisé Becassine is my cousine. 
| Classement (2001) | Meilleure position |
| ----------------- | ------------------ |
| France (SNEP)     | 26                 |